# NGC 6621
NGC 6621 (другие обозначения — UGC 11175, IRAS18131+6820, MCG 11-22-30, KAZ 194, ZWG 322.36, 7ZW 778, KCPG 534B, VV 247, Arp 81, PGC 61582) — галактика в созвездии Дракон.
Этот объект входит в число перечисленных в оригинальной редакции нового общего каталога, а также включён в атлас пекулярных галактик. Он был открыт Эдвардом Свифтом, сыном известного астронома Льюиса Свифта. Галактика была открыта, когда ему было 14 лет и он помогал отцу в наблюдениях.
Вместе с NGC 6622 образует взаимодействующую систему с одним приливным хвостом, который оборачивается вокруг восточной стороны обеих галактик. Хвост начинается в северной части NGC 6621, и поворачивает почти на 180° к юго-юго-востоку. В 2003 году на основе наблюдений космического телескопа Хаббла и компьютерной симуляции взаимодействующих тел было смоделировано формирование хвоста, регионов звездообразования между ядрами галактик и систем пылевых полос. Астрономы пришли к выводу, что текущая морфология соответствует почти касательному взаимодействию двух галактик с равной массой около 100 миллионов лет назад.
Гало взаимодействующих галактик частично перекрываются, в этой области идёт активное звездообразование.